# Parasinga lichenina
Parasinga lichenina är en fjärilsart som beskrevs av Butler 1889. Parasinga lichenina ingår i släktet Parasinga och familjen tandspinnare. Inga underarter finns listade i Catalogue of Life.